# Реберґ (Яворівський повіт)
Реберґ Воля — колишнє село у Яворівському районі Львівської області. 

## Назва
14 травня 1928 року міністр внутрішніх справ перейменував колонію Реберґ на Пишувка.

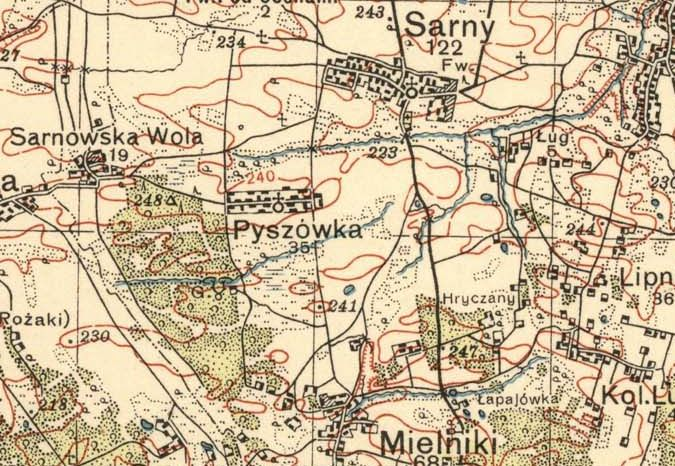
Пишувка на карті 1938 року

## Історія
Колишня німецька колонія Реберґ (нім. Rehberg), заснована в 1788 році за програмою Йосифинської колонізації.
У 1880 року село належало до громади Сарни Яворівського повіту Королівства Галичини та Володимирії Австро-Угорської імперії, було 19 будинків і 160 жителів: 18 греко-католиків і 142 німці-євангелісти.
На 1 січня 1939 року у селі мешкало 210 осіб (усі 210 поляки). Село входило до ґміни Шутова Яворівського повіту Львівського воєводства Польської республіки. 
Після другої світової війни село припинило існування.